# Римский-Корсаков, Александр Михайлович
Алекса́ндр Миха́йлович Ри́мский-Ко́рсаков (13 [24] августа 1753, Москва — 13 [25] мая 1840, Санкт-Петербург) — военный и государственный деятель Российской империи, генерал от инфантерии из рода Корсаковых, участник екатерининских и наполеоновских войн. В 1806—1809 и 1812—1830 годах — литовский генерал-губернатор.
Двоюродный дед поэта Фёдора Ивановича Тютчева.

## Биография
Родился 13 (24) августа 1753 в Москве — сын статского советника Михаила Андреевича Римского-Корсакова (1708–1772).

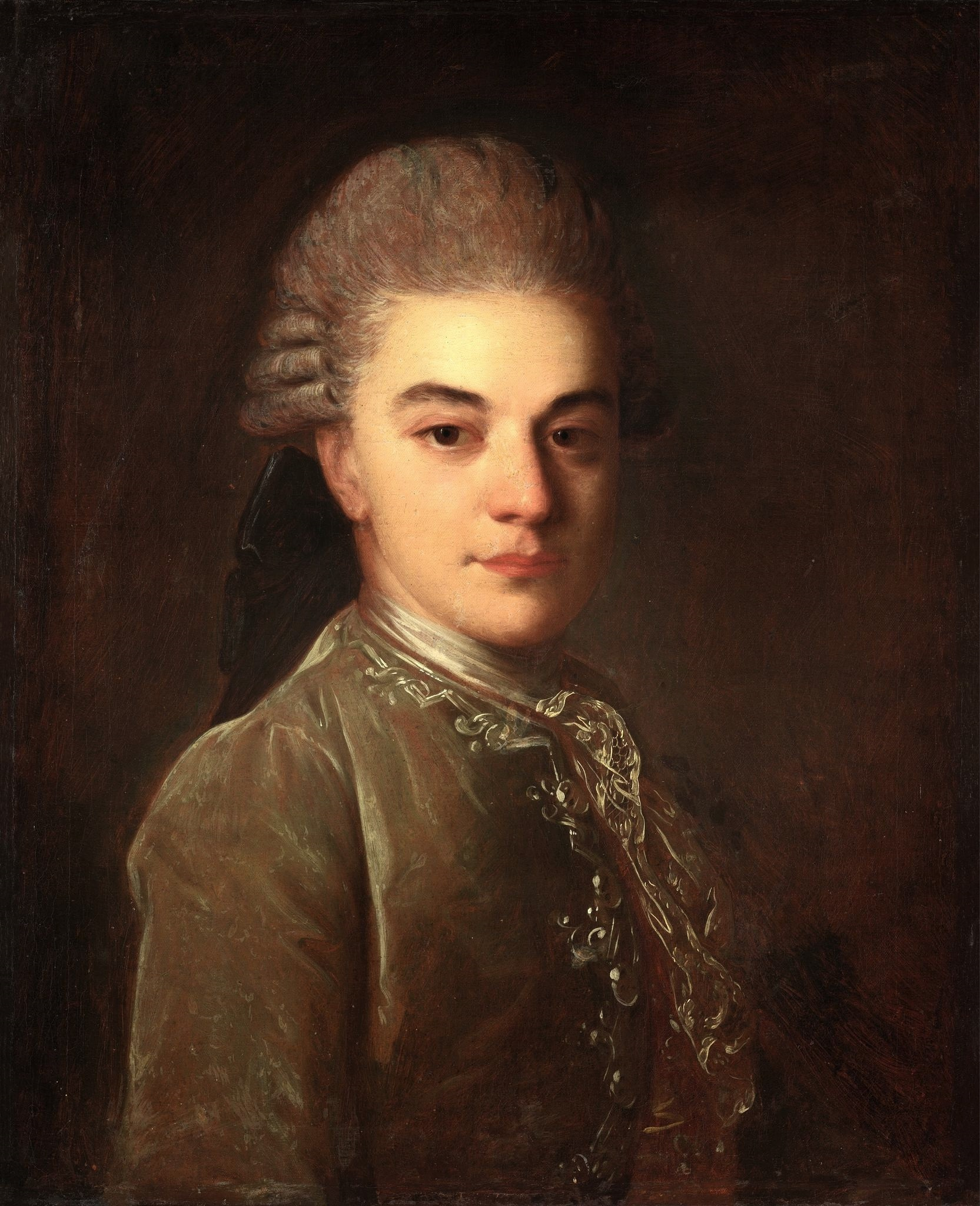
Александр Корсаков в юности. Портрет рокотовского круга.

После домашнего обучения он в 1768 году в возрасте 15 лет был записан капралом в Лейб-гвардии Преображенский полк, в котором, постепенно повышаясь в чинах, был произведён в подпрапорщики в 1769 году, в сержанты — в 1770 году, в прапорщики в 1774 году и в подпоручики в 1775 году.
Боевое крещение получил в составе Черниговского пехотного полка в польских кампаниях 1768 и 1769 гг. Участвовал в подавлении крестьянской войны под предводительством Е. Пугачёва. В 1779 году произведён в полковники армии, в 1789 году в бригадиры.
Во вторую турецкую войну, состоя при австрийском корпусе принца Кобургского, хорошо проявил себя при взятии Хотина (1788) и особенно отличился в деле при Гангуре, сражаясь под начальством Каменского. При Берладе 1 апреля 1789 года он разбил наголову 8-тысячный турецкий отряд; за это награждён орденом Св. Георгия 4-го класса и переведён в Семёновский полк в составе войск, действовавших против шведов в ходе войны 1788–1790 годов.
На северном фронте Римский-Корсаков оправдал лестный отзыв Екатерины II, письменно рекомендовавшей его главнокомандующему В. П. Мусину-Пушкину в качестве «ревностного, храброго и искусного офицера». Командуя одной из колонн генерал-поручика В. И. Левашова, он 21 августа 1789 года разбил шведов при Кюменгарде, а 19 апреля 1790, овладев Нейшлотом, истребил шведский пост при деревне Юляксон, причём захватил неприятельские орудия, множество пленных и склад оружия. За это получил золотую шпагу, орден св. Владимира и пожизненную пенсию в 2000 рублей.
1 января 1793 года произведён в генерал-майоры. В 1793 году состоял при Карле д’Артуа во время поездки в Англию, где пробыл до мая 1794 года. Затем служил волонтёром в австрийской армии принца Кобургского, действовавшей против Франции. Возвратившись в Россию осенью того же года участвовал в подавлении восстания Костюшко в Польше. В 1795 году направлен служить на Кавказ. 
Во время похода Зубова в Персию Римский-Корсаков командовал вторым вспомогательным корпусом; за участие во взятии Дербента и крепости Елизаветполь был удостоен Павлом I звезды ордена Александра Невского и в декабре 1797 года назначен на должность инспектора Петербургской дивизии по инфантерии. В чине генерал-лейтенанта (произведён 14 января 1798 года) он с января 1798 года командовал лейб-гвардии Семёновским полком, шефом которого номинально числился великий князь Александр Павлович, всегда относившийся к Корсакову с благосклонностью. 17 сентября 1798 года назначен шефом Ростовского мушкетёрского полка.
В 1799 году являлся комиссаром императора Павла I при армии принца Конде. В апреле 1799 года назначен командующим русским корпусом в Швейцарии (около 24 000 человек). Римский-Корсаков крайне неудачно командовал этим корпусом во время швейцарского похода Суворова: французский генерал Массена нанёс ему сокрушительное поражение при Цюрихе 14–15 сентября 1799 года, которое обусловило неудачный исход всей кампании. Суворов оправдывал своего подчинённого тем, что «все действия его клонились к низвержению неприятеля».
В первой половине 1800 года, прибыв в Петербург с возвращающимися из Европы русскими полками, Римский-Корсаков через своего секретаря Прюдона преподнёс фаворитке графа Кутайсова, актрисе Шевалье, бриллиантовых украшений на сумму в 1200 рублей, благодаря чему получил в своё командование полк в санкт-петербургском гарнизоне:140. Вскоре после этого Павел I отставил его от службы и удалил в деревню (по другим данным, указ императора об увольнении Римского-Корсакова был подписан ещё 28 октября 1799 года).
Александр I, благоволивший к Корсакову, снова принял его на службу в 1801 году, а 15 сентября того же года произведён в генералы от инфантерии. Он управлял белорусскими губерниями, в 1805 году был назначен командиром корпуса на русско-прусской границе, затем командовал формирующейся резервной армией на западных границах России. С сентября 1806 по июль 1809 года был Литовским военным губернатором в Вильно и командиром войск в западных губерниях. В 1809 году, в ходе войны со Швецией, Римский-Корсаков командовал отрядом из трёх дивизий в армии генерала Ф. Ф. Буксгевдена. После размолвки с Аракчеевым вышел в 1809 году на три года в отставку.
В апреле 1812 года вновь принят на службу и вернулся на прежний пост Литовского военного губернатора, подтверждённый императором 12 декабря 1812 года — до самого Польского восстания 1830 года.
В декабре 1830 года Римский-Корсаков был уволен в отставку с формальным званием члена Государственного совета; в 1831 году получил знак отличия беспорочной службы за LV лет.
Скончался 13 (25) мая 1840 года в Петербурге; был похоронен в родовом имении Сукромна Епифанского уезда Тульской губернии.

## Награды
- Орден Святого Георгия 4-го класса (4.5.1789)
- Орден Святого Владимира 3-й степени (8.9.1790)
- Золотая шпага «За храбрость» (1790)
- Орден Святой Анны 1-й ст. (3.6.1796)
- Орден Святого Александра Невского (12.12.1797)
- Орден Святого Владимира 1-й степени (28.6.1807)
- Орден Святого Андрея Первозванного (22.8.1826)

## Потомки
Женат не был, но от баронессы Анны Ивановны Францевой имел внебрачных детей: Николая (ум. 1814) был кавалером ордена Святого Георгия 4-й степени, убит в перестрелке в последние дни Наполеоновских войн; Владимира (1796—1829) был убит при штурме Шумлы; Екатерину (23.04.1803—20.12.1803) и Михаила (24.08.1804—1882) от брака с  Александрой Николаевной Овцыной оставил потомство, которое продолжается доныне.